# Voici le temps des assassins
Voici le temps des assassins is een Franse thriller uit 1956 onder regie van Julien Duvivier. Destijds werd de film uitgebracht onder de titel Het uur der schande.

## Verhaal
De Parijse restauranthouder André Chatelin krijgt bezoek van Catherine, de dochter van zijn ex-vrouw Gabrielle. Catherine beweert dat haar moeder is gestorven. Ze trouwen, maar ze bedriegt hem al snel met een werkstudent. Uiteindelijk blijkt dat Gabrielle nog in leven is en dat ze samen met haar dochter een plan heeft bekokstoofd om het geld van haar ex-man in handen te krijgen. 

## Rolverdeling
| Acteur           | Personage        | Beschrijving                        |
| ---------------- | ---------------- | ----------------------------------- |
| Jean Gabin       | André Chatelin   |                                     |
| Danièle Delorme  | Catherine        |                                     |
| Robert Arnoux    | Bouvier          |                                     |
| Liliane Bert     | Antoinette       |                                     |
| Gérard Blain     | Gérard Delacroix |                                     |
| Lucienne Bogaert | Gabrielle        | de moeder van Catherine             |
| Germaine Kerjean | mevrouw Chatelin | de moeder van André                 |
| Gabrielle Fontan | mevrouw Jules    | de oude dienstmeid van de Chatelins |